# Hans Stiglund
Hans Bertil Stiglund, född 8 juni 1955 i Haparanda, är en svensk biskop. Han var biskop i Luleå stift 2002-2018.
Hans Stiglund studerade teologi vid Uppsala universitet från 1974 till 1980 och tog teologie kandidatexamen 1980, samma år som han prästvigdes 1980 för Göteborgs stift. Därefter var han verksam som kyrkoadjunkt och senare som komminister i Forshälla pastorat till 1987. Han har varit kyrkoherde i Pajala pastorat 1987–1991 och i Nedertorneå-Haparanda pastorat 1991–2002. Från 1993 till 2002 var han kontraktsprost i Kalix-Torne kontrakt och från 1999 till 2002 ersättare i domkapitlet. Från 2002 var han biskop i Luleå stift till hans pensionering 2018.
Han är författare till boken Gränslandet som utkom 2013.